# Randy Blythe

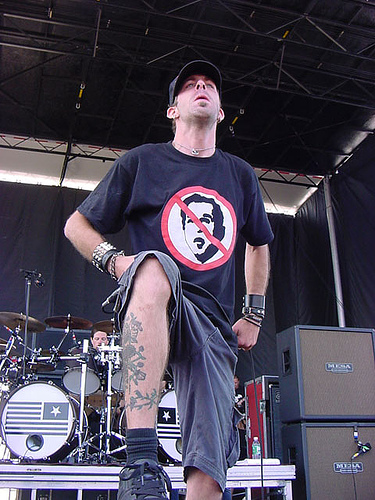
Randy Blythe

David Randall "Randy" Blythe (21 februari 1971) is de zanger in de Amerikaanse metalband Lamb of God. Hij kwam bij de band, toen bekend onder de naam Burn The Priest, in 1995 toen ze stopten met hun originele instrumentale sound. Het eerste album waarop hij te horen is is het album Burn The Priest. Lamb of God is te horen en te spelen in de Xbox 360 en PlayStation 2 games Guitar Hero 2,tony Hawks underground 2. In 2007 is David Randall "Randy" Blythe te horen op de cd Immortalis van de legendarische metal band Overkill. Hij zingt mee in het nummer Skull and Bones. Zijn stem is zeer herkenbaar en Lamb Of God is groot geworden door zijn beheerste grunt en grove teksten.
- Gemeinsame Normdatei: 135402425
- International Standard Name Identifier: 0000 0000 5747 3635
- Library of Congress Control Number: no2015131831
- MusicBrainz: 2c2ae3a7-1180-4f0e-8ae5-10833db0388d
- Virtual International Authority File: 80161310
- WorldCat: E39PBJp9yFG8xvvTQYxmymf6rq